# يوجين أنساه
يوجين أنساه (بالإنجليزية: Eugene Ansah) هو لاعب كرة قدم غاني في مركز الوسط، ولد في 16 ديسمبر 1994 في أكرا في غانا. لعب مع لوكيرين أوست فلانديرين.

## وصلات خارجية
- يوجين أنساه على موقع الدوري الأمريكي (الإنجليزية)
- يوجين أنساه على موقع قاعدة بيانات كرة القدم.إي يو (الإنجليزية)
- يوجين أنساه على موقع ناشيونال فوتبول تيمز (الإنجليزية)
- يوجين أنساه على موقع Soccerway.com (الإنجليزية)
- يوجين أنساه على موقع AS.com (الإسبانية)